# Håndkøbslægemiddel
Et håndkøbslægemiddel eller håndkøbsmedicin er et lægemiddel, som kan købes uden at skulle fremvise en recept. Håndkøbslægemidler kan købes på apoteket, og et udvalg af lægemidlerne kan også købes i butikker, som Lægemiddelstyrelsen har godkendt som salgssteder.
Apoteksforbeholdte håndskøbslægemidler har udleveringsbestemmelse HA eller HA18, mens ikke-apoteksforbeholdte håndkøbslægemidler har udleveringsbestemmelse HF, HX eller HX18.
- HF: kan købes i ubegrænset antal pakker
- HX: kun én pakke af hver lægemiddel
- HX18: samme som HX, men man skal være 18 år
- HV: til veterinær brug